# Kužorskaja
Kužorskaja (in lingua russa Кужорская) è un centro abitato dell'Adighezia, situato nel Majkopskij rajon. La popolazione era di 3.573 abitanti al dicembre 2018. Ci sono 66 strade.